# Shattuckita
La shattuckita és un mineral de la classe dels inosilicats, i dins d'aquesta pertany a l'anomenat “grup dels piroxens”(derivats del piroxè). Va ser descoberta l'any 1915 en la mina de Shattuck a Bisbee, a l'estat d'Arizona (EUA), sent nomenada així pel nom de la mina.

## Característiques químiques
És un silicat hidroxilat de coure. Pot ser confosa amb la plancheita (Cu₈(Si₄O11)₂(OH)₄·H₂O).
A més dels elements de la seva fórmula, sol portar com a impureses: ferro, manganès, magnesi, calci i aigua.

## Formació i jaciments
És un rar mineral de formació secundària a la zona d'oxidació dels jaciments de minerals del coure, a partir de l'alteració de la malaquita.
Sol trobar-se associat a altres minerals com: Crisocol·la, Ajoïta, malaquita, quars o hematita.